# Podbila
Podbila ist eine Dorfgemeinde in Bosnien und Herzegowina. Sie gehört zur Verbandsgemeinde Posušje.
Östlich von Podbila liegt Vir, südlich Ričice und die kroatische Grenze. Im Norden befindet sich Zavelim. Im Ort leben fast ausschließlich katholische Kroaten.

## Geschichte
Der Ort liegt in einer Schlucht des Flusses Ričina. Podbila war  vom 16. Jahrhundert bis 1735 eine eigenständige Pfarrgemeinde. 1626 wurden die Župa Podbila und Sovići (Gorica) erstmals urkundlich erwähnt.
Die Kirche in Podbila wurde 1937 gebaut und dem Petrus geweiht. Sie gehört zur Pfarrei Vir.

## Gemeindegliederung
Podbila wird unterteilt in Budimiri, Lažete, Gavranovići, Marijanići, Tonkići, Bosići, Lučina  Petrovića Cera, Vranići und Lukići.